# La Ciudad Encantada
La Ciutat Encantada és un paratge natural espanyol de formacions rocoses calcàries, formades durant milers d'anys. Es localitza prop de Valdecabras, al terme municipal de Conca (Castella-la Manxa), en una àmplia zona de pinedes de la part meridional de la muntanya de Conca, a una altitud de 1.500 metres. Està situada en una finca privada, a la qual es pot accedir amb pagament previ.
Va ser declarada Lloc Natural d'Interès Nacional, l'11 de juny de 1929. L'acció de l'aigua, el vent i el gel, ha fet possible aquest fenomen càrstic. L'heterogeneïtat de les roques respecte a la morfologia, la composició química i el grau de duresa és el que ha permès el seu desgast desigual pels elements atmosfèrics, i ha donat com a resultat una mostra sorprenent d'art pintoresc provinent de la mateixa natura. A les capritxoses i espectaculars formacions existents, hi cal sumar els rasclers, les dolines i els embornals.
Comparteix aquestes característiques, especialment, amb els Callejones de Las Majadas, que és un paratge situat al terme municipal de Las Majadas. Tots dos llocs formen part del Parc Natural de la Serralada de Conca, protegit per la Llei de la Comunitat Autònoma de Castella-la Manxa 5/2007.

## L'origen de les formacions

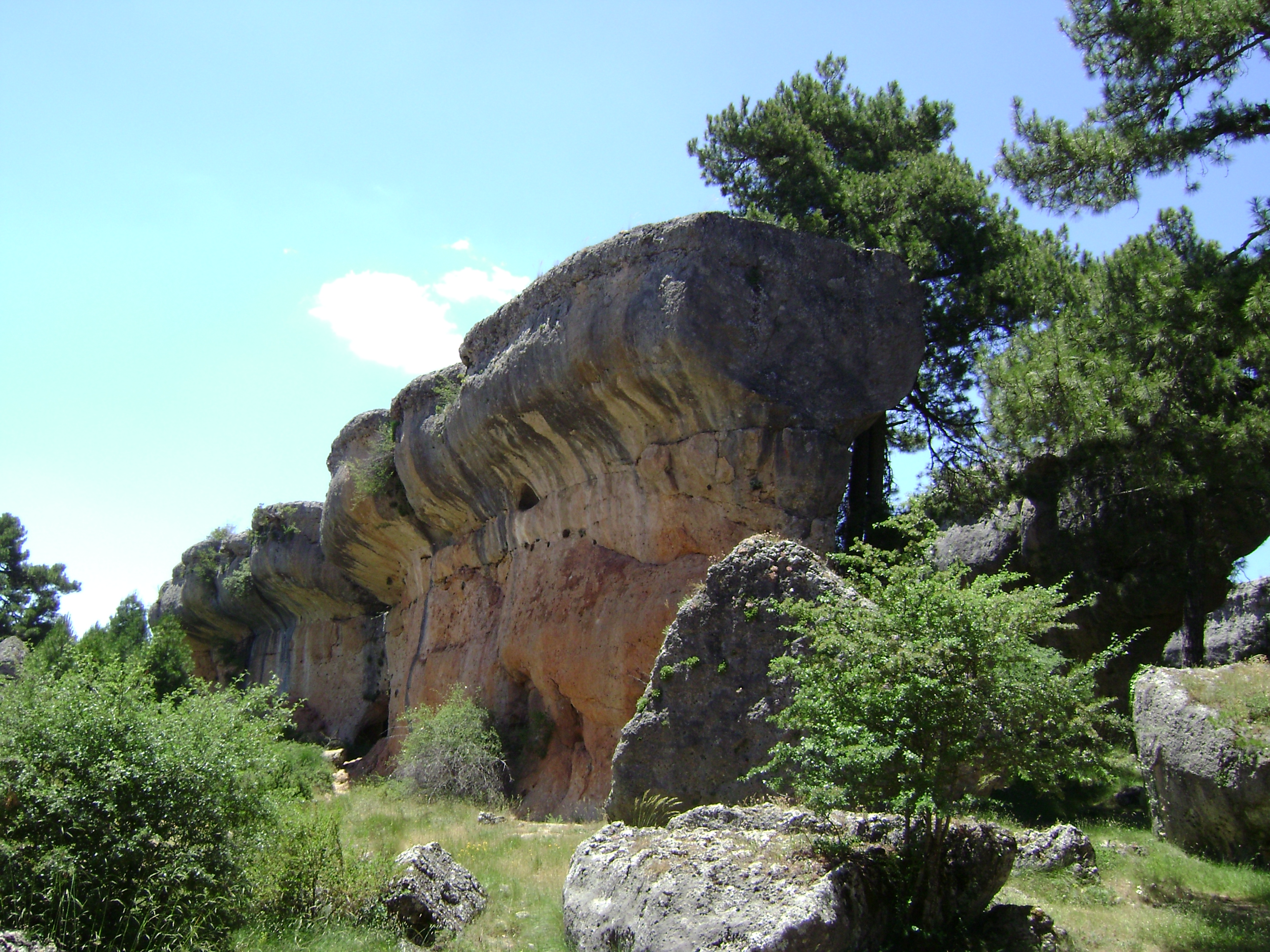
Formació rocosa a la Ciudad Encantada

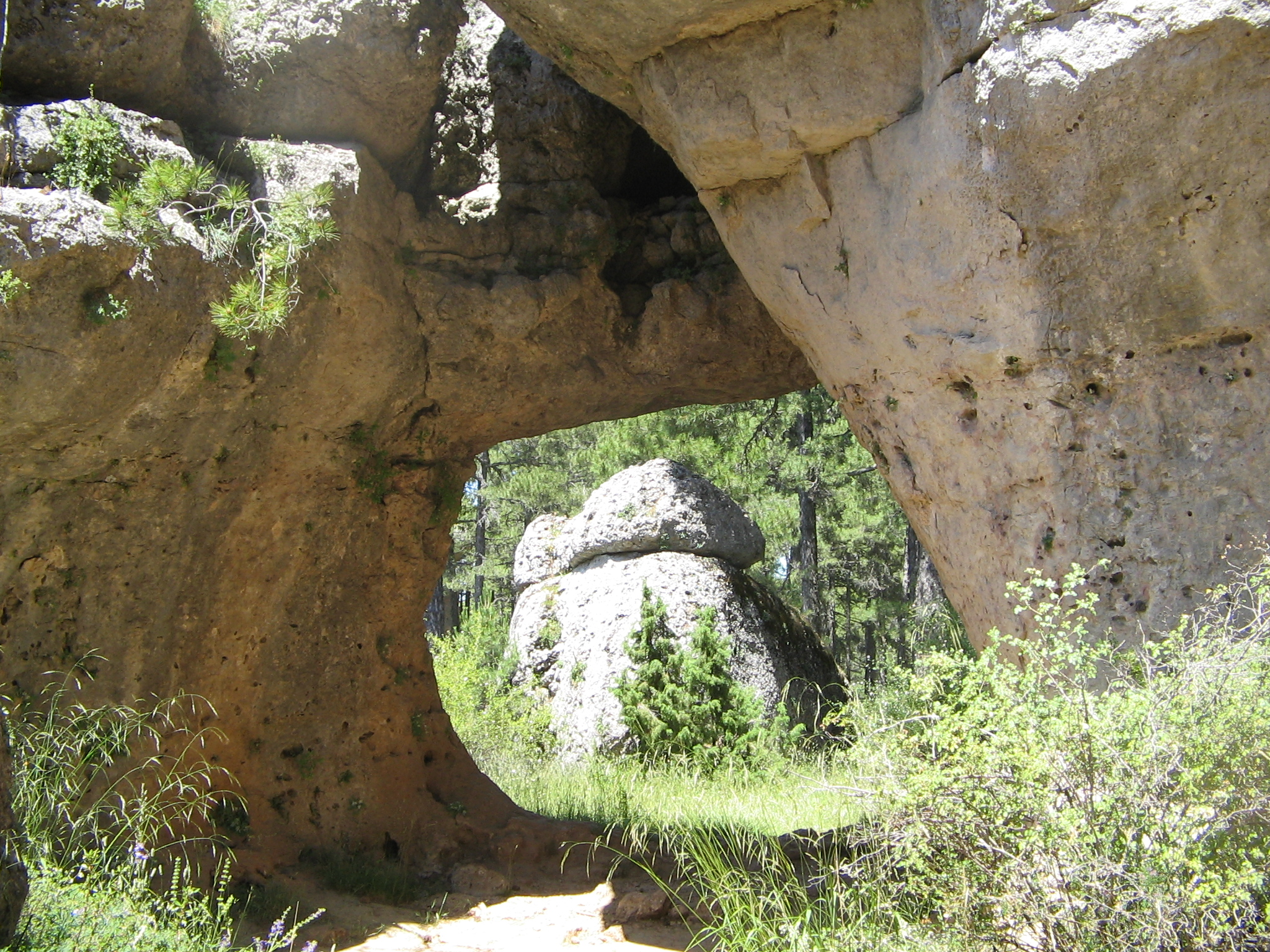
Vista del parc

Les formacions rocoses de la Ciutat Encantada són formacions de modelatge càrstic, l'origen de les quals es remunta al període Cretaci, fa aproximadament 96 milions d'anys. En el Cretaci, l'oceà de Tetis cobria gran part del que actualment és la península Ibèrica i per tant, la zona que avui conforma la Ciutat Encantada en formava part del fons. Era una zona d'aigües tranquil·les, on hi havia una important deposició de sals, principalment carbonat de calci, provinents dels esquelets dels animals de la zona i de la porció dissolta en l'aigua.
Al final del Cretaci, l'orogènia alpina en va originar l'elevació del terreny, i passà a formar part de la terra emergida una porció de la superfície que abans era fons marí. Els bancs de carbonat càlcic, convertits en pedra calcària, varen quedar exposats als agents atmosfèrics, com ara la pluja, els canvis de temperatura, i als agents biològics, així com l'acció dels diferents éssers vius, que a poc a poc varen anar erosionant la roca. La roca calcària és molt permeable i permet la infiltració de l'aigua de la pluja. L'aigua, juntament amb l'acció del diòxid de carboni (CO₂), dissol la roca calcària, n'augmenta encara més la porositat, forma galeries a l'interior, i dona com a resultat les formacions de carst.
La Ciutat Encantada és un carst molt avançat, on gran part de la roca ha estat dissolta: les galeries s'han derruït per la caiguda del sostre de les coves i queden només en peu els blocs de les zones de pedra més resistents, que adquireixen -per l'erosió- formes capritxoses.

## La zona visitable

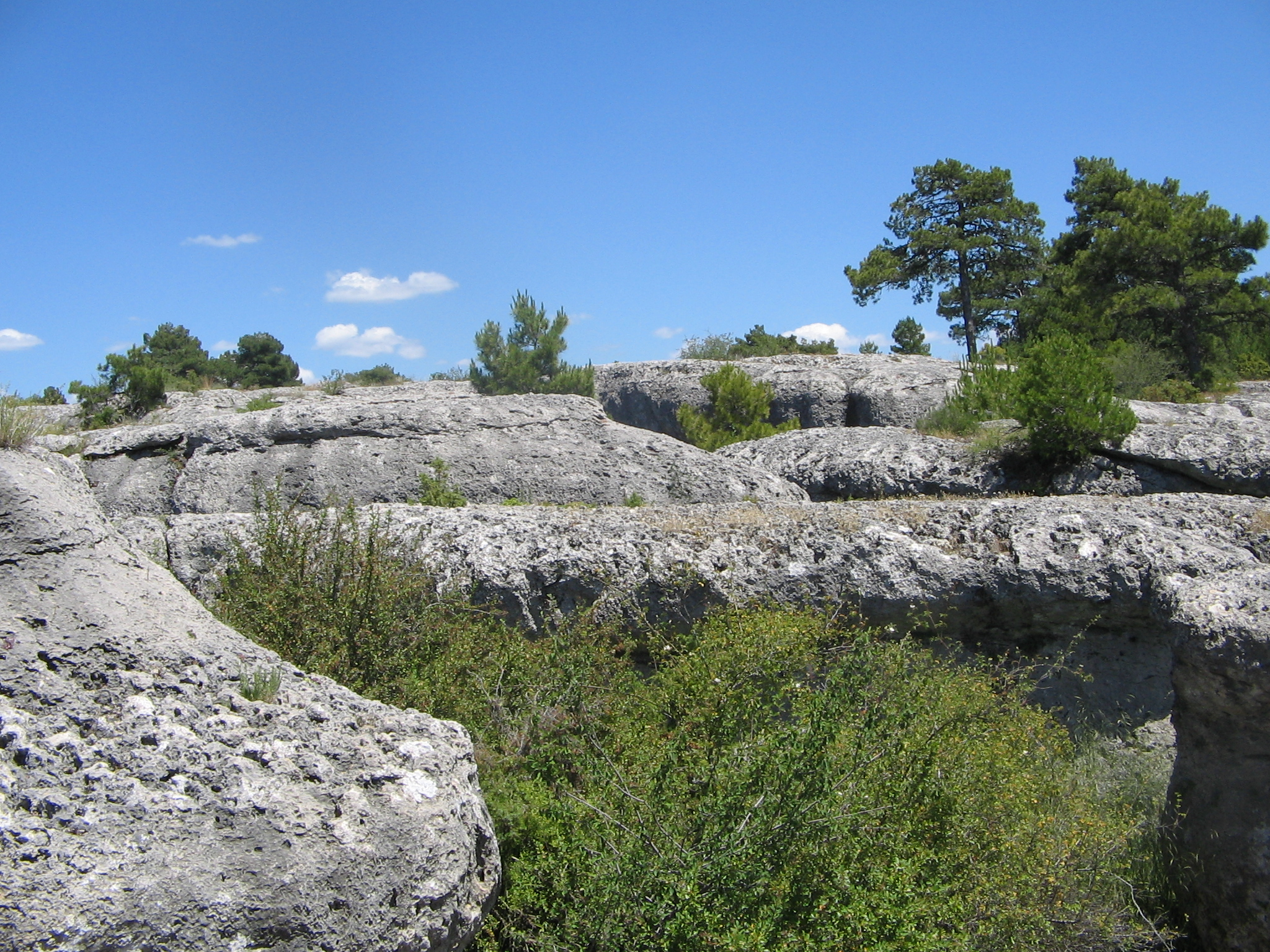
Formacions rocoses al parc

Hi ha un recorregut senyalitzat, d'uns 3 quilòmetres de longitud i de dificultat mínima, que es realitza en -aproximadament- una hora i mitja. Aquest permet visitar les diverses roques i formacions a les quals s'han donat noms d'animals i d'objectes, com el penyal alt (símbol de la Ciutat Encantada), que es troba just a l'entrada del recorregut i va ser el lloc on el líder hispà Viriat va ser incinerat.
La resta de figures de l'itinerari són els vaixells, el gos, la cara d'home, el vell, el tobogan, el pont romà, el mar de pedra, la lluita elefant-cocodril, el convent, els fongs, el teatre, la tortuga, els ossos i els amants de Terol.

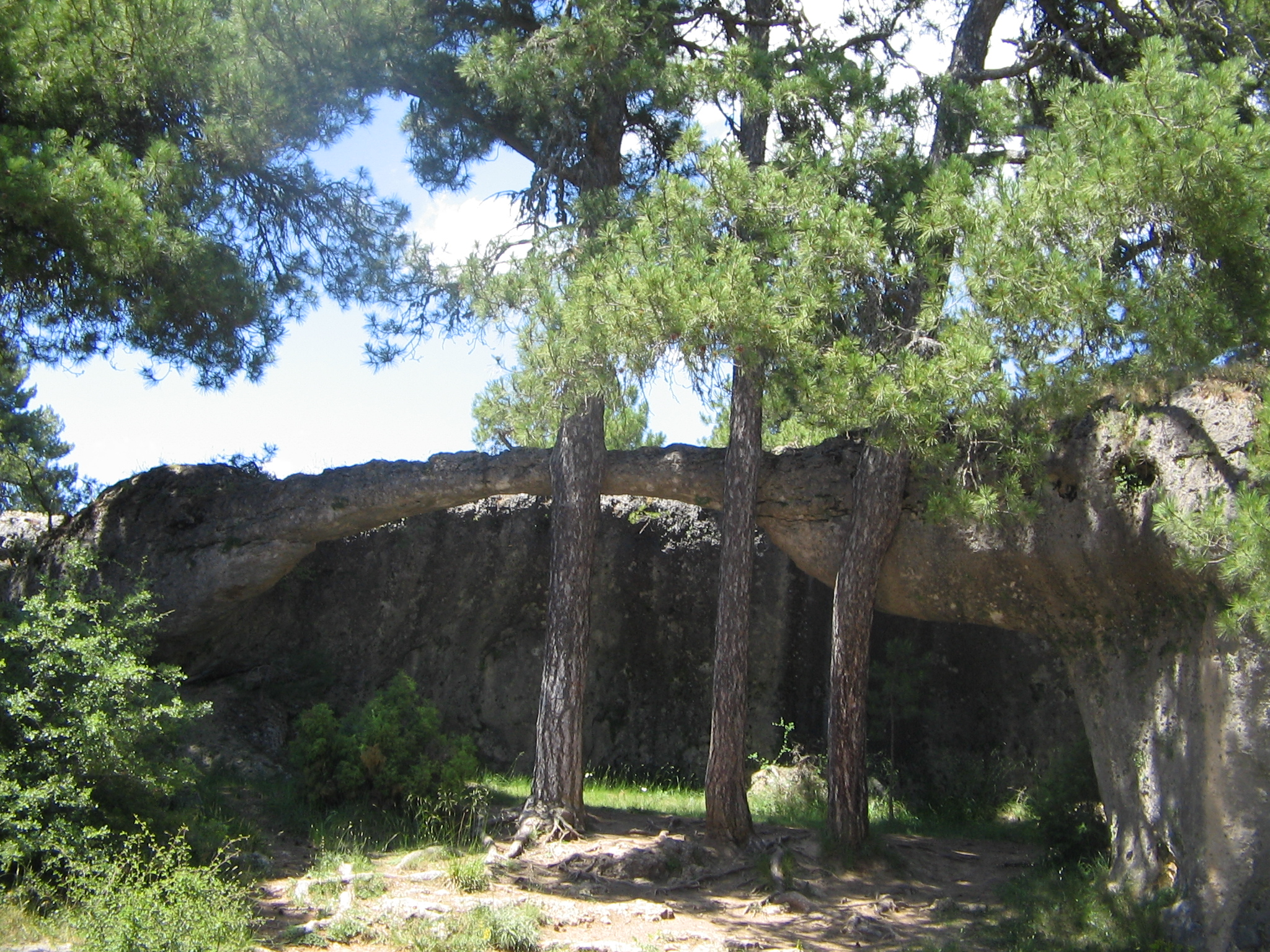
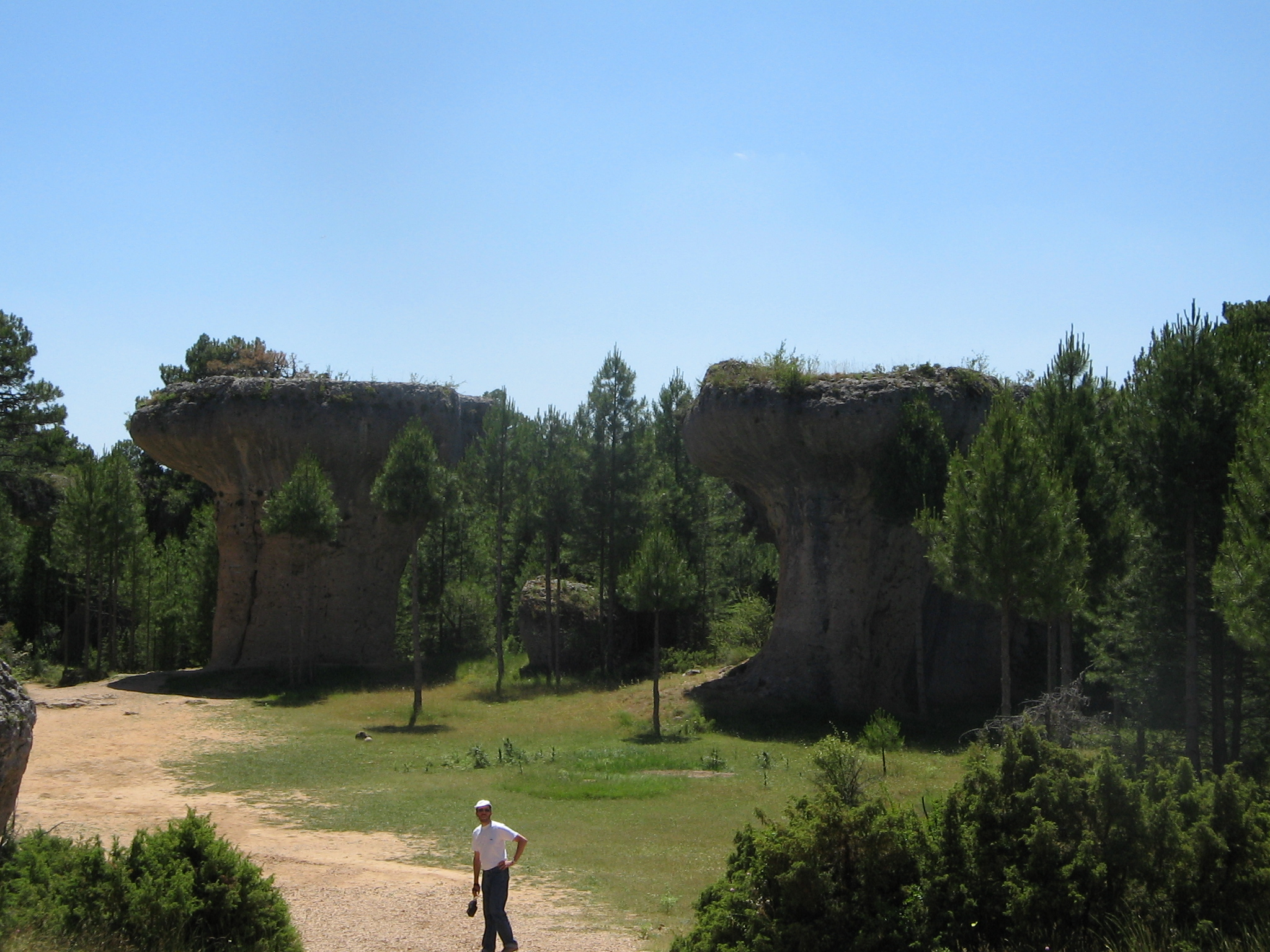
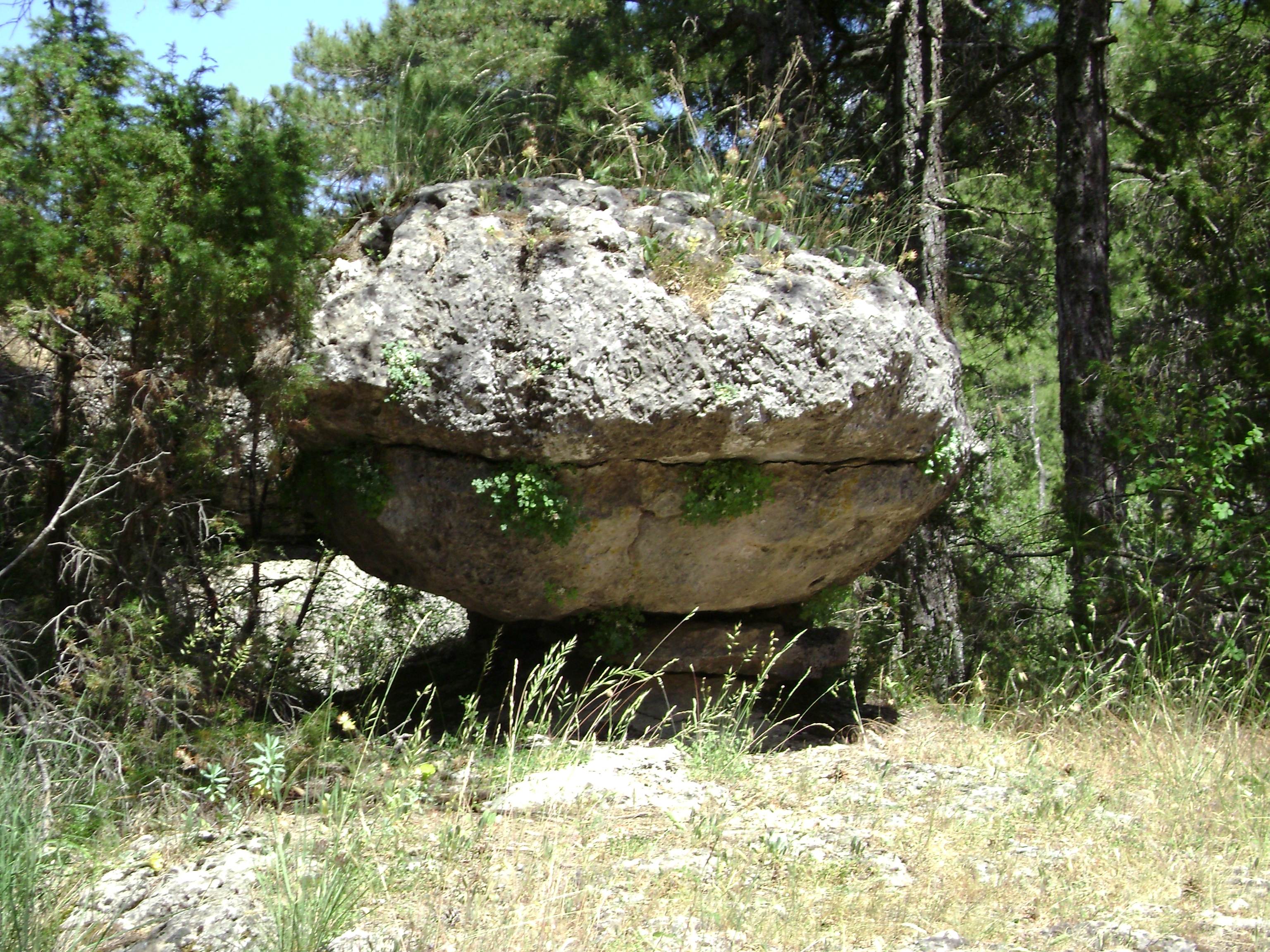